# Friedrich Carl Petit
Friedrich Carl Petit, auch Frederik Carl Petit, Fritz Petit, nach 1829 Le Petit (* 26. Mai 1809 in Kopenhagen; † 1. März 1854 ebenda) war ein dänisch-deutscher Autor und Übersetzer.

## Familie
Fritz Petit war ein Sohn des Kopenhagener Buchhalters Charles Matheus Philip Petit (1776–1823), der bei der Brandassurance-Compagni (Kongelige Brand) tätig war, und seiner Ehefrau Sophie Cathrine geb. Fiedler (1788–1881). Seine älteste Schwester Rosalie (1807–1873) wurde Grafikerin und heiratete 1831 den dänischen Maler Christian Holm. Der Kaufmann und dänische Konsul in Lübeck Charles Petit war sein jüngerer Bruder. Seine Schwester Sophie Charlotte (1812–1841) war mit dem Juristen und späteren Lübecker Senator Theodor Curtius verheiratet.
Zwei von dem Maler Christoffer Wilhelm Eckersberg 1816 und 1819 geschaffene Porträts seiner Eltern wurden 2016 im Kopenhagener Kunsthandel veräußert.

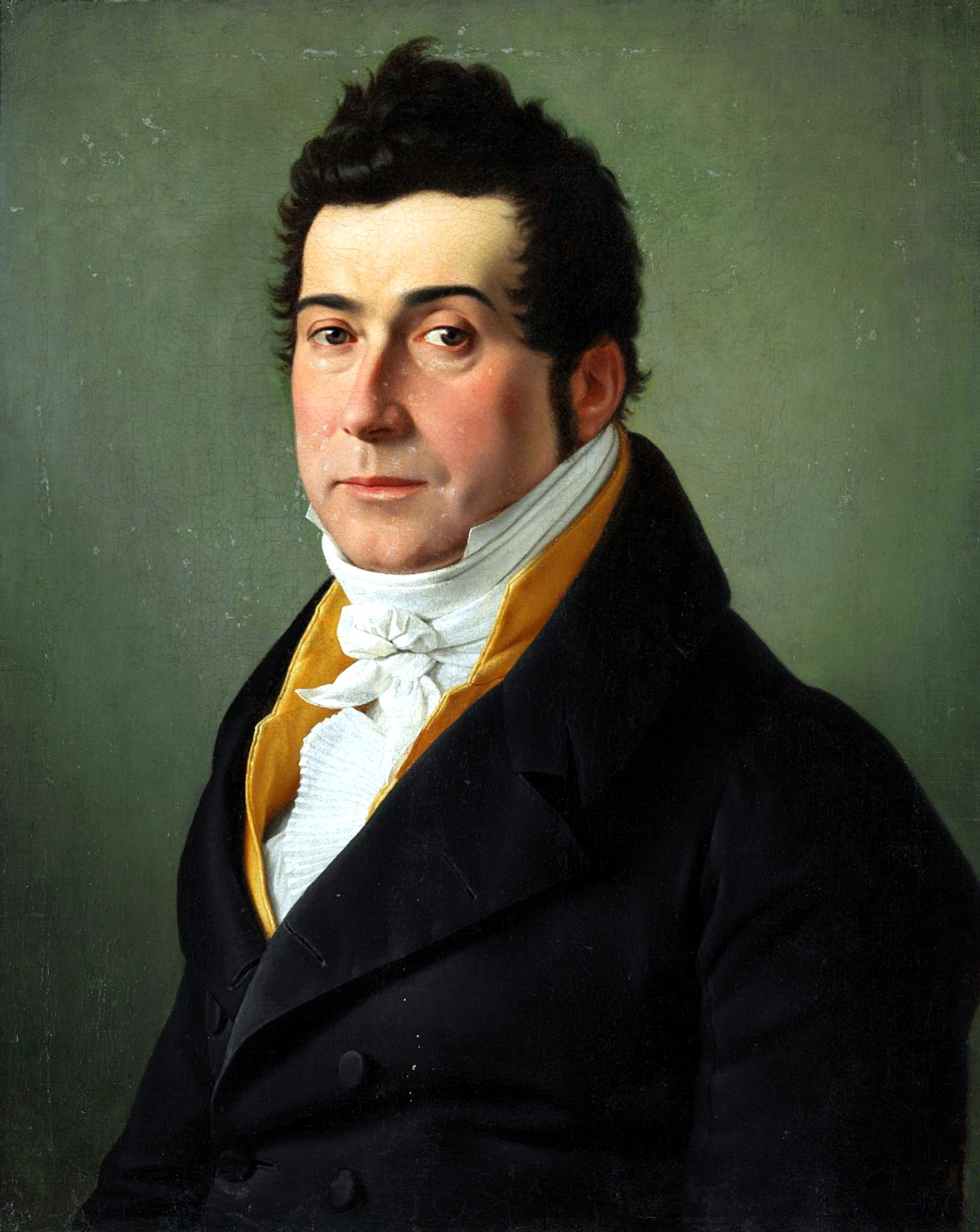
Charles Petit sen. (1816)
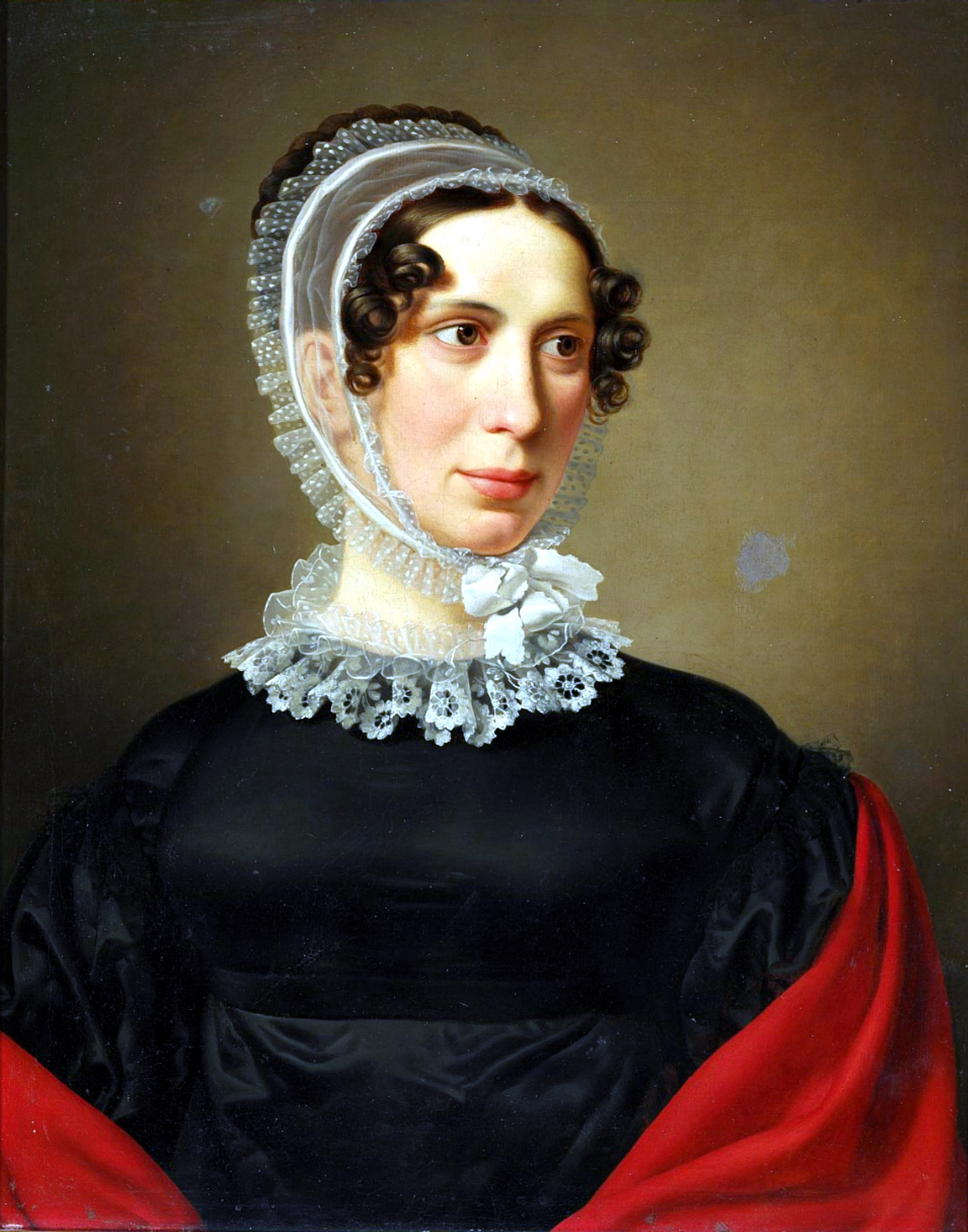
Sophie Catharine Petit (1819)

## Leben
Er besuchte die Sorø Akademi. Hier begann seine Freundschaft mit Carl Bagger und Hans Christian Andersen. Andersen, der von 1822 bis 1826 die Lateinschule in Slagelse besuchte, kam oft an Wochenenden in das 14 km entfernte Sorø, wo er den dort lehrenden Dichter Bernhard Severin Ingemann besuchte und Bagger und Petit kennenlernte. Während seines Studiums an der Universität Kopenhagen bildeten Petit, Bagger und Andersen einen Freundschaftsbund, den sie Serapionsklub nannten nach dem Vorbild von E. T. A. Hoffmanns Die Serapionsbrüder. Die zwei wilde[n] Gänseriche in Andersens Das hässliche Entlein sind nach Meinung einiger Forscher eine Anspielung auf Petit und Bagger, den Widmungsempfänger der Erzählung.
1829 verließ Petit Dänemark und ging an die Universität Göttingen, wo er bis zum Sommer 1830 blieb. Das nächste Jahrzehnt liegt im Dunkeln. Zu einem unbekannten Zeitpunkt wurde er zum Dr. phil. promoviert. Er lebte wohl eine Zeitlang in Quedlinburg und veröffentlichte in rascher Folge mehrere Übersetzungen englischer und französischer Werke. Karl Gutzkow merkt zu Petits Lebensweg in dieser Zeit an: Das Schicksal verschlug ihn in alle Gegenden der Windrose, er sah England, Frankreich, Italien, und dies Alles, um in Quedlinburg, in der Nähe Basse's und seiner Aranzes und Marmorinos, seiner Gerillos und Guavannis sein gestrandetes Lebensschiff wieder zu kalfatern und zusammenzulesen.
Anfang der 1840er Jahre kam er nach Altona. 1843 nahm er den Kontakt zu Andersen wieder auf. Er arbeitete an einer Biographie Andersens, bei der ihn Andersen bereitwillig unterstützte, und übersetzte mehrere seiner Werke. Mit seinen Übersetzungen zog er sich aber den Unwillen Andersens zu, der Petits Stil für ganz unerträglich hielt. In gewisser Weise ist Petit jedoch prägend für die Andersen-Rezeption und auch für eine Entwicklung in Andersens Selbstbild geworden, da der traditionelle deutsche Titel der Autobiographie Andersens Das Märchen meines Lebens auf Petits Entscheidung beruht, das doppeldeutige dänische Wort eventyr nicht als Abenteuer, sondern als Märchen zu übersetzen.
So ist es naheliegend, dass die heute für die gesamte Andersen-Forschung ganz selbstverständlich und auch literaturgeschichtlich gattungsbestimmende Formel 'Das Märchen meines Lebens' in Wirklichkeit der frühen deutschen Andersen-Biographik entsprungen ist – am Ende eine Erfindung des in mancherlei Hinsicht schrecklichen Fritz Petit.
Petit war wohl auch als Dänisch-Lehrer tätig und veröffentlichte verschiedene Werke zum Erlernen der dänischen Sprache.
Wahrscheinlich Ende der 1840er Jahre, eventuell im Zusammenhang mit der Schleswig-Holsteinischen Erhebung, ging er zurück in seine Heimatstadt Kopenhagen, wo er 1854 starb.
Seine Witwe Anna, geb. Holst, zog nach seinem Tod wieder nach Hamburg.

## Briefwechsel Andersen
- Verzeichnis der erhaltenen oder belegten Korrespondenz zwischen Andersen und Petit, November 1829 bis Mai 1847

## Schriften
- Digte fra Rus-Tiden. Kopenhagen 1828 (Digitalisat, Dänische Königliche Bibliothek)

als Le Petit:
- Dmitry ein dramatisches Bild. Frankfurt am Main: 1833
- Luther und Faust in Vignetten zu deutschen Dichtern. Ein literarisches Fibelbuch. Leipzig: C. H. Y. Hartmann 1834
- G. C. Lichtenberg's ausführliche Erklärung der Hogarthischen Kupferstiche, mit verkleinerten aber vollständigen Copien derselben von E. Riepenhausen, fortgesetzt vom Herausgeber der sechsten Lieferung mit Benutzung der englischen Erklärer. 14. Lieferung Göttingen 1835
- Sittengalerie der Nationen. Das Buch der Völker in Bildern und Vignetteten. 2 Bände, Mannheim 1836/37
- Der kleine Däne: für Lehrer und Lernende faßliches Lehr- und Lesebuch für den Elementar-Unterricht in der dänischen Sprache .../ Von Sternhagen. Vielfach verm. und verb. durch Le Petit,

2. Auflage 1844, 3. Auflage 1850, 4. Auflage 1856, 5. Auflage 1864
- Grammatik der dänischen Sprache, in allen ihren Theilen. Hamburg: Laeiß 1846

### Übersetzungen
- Die Pilger des Rheins. Von E. L. Bulwer Quedlinburg 1834
- Memoiren Mirabeau's. 7 Bände Quedlinburg: Basse 1835–1838
- Die Salons von Paris: Gemälde und Portraits aus der großen Welt unter Ludwig XVI., dem Directorium, dem Consulat und dem Kaiserreich, unter der Restauration und der Regierung Ludwig Philipp's I. / von der Herzogin von Abrantes. Aus dem Französischen von Le Petit. 6 Bände Quedlinburg; Leipzig: Basse 1837–1840
- Geschichte der außereuropäischen Staaten / herausgegeben von mehreren Gelehrten. Zwölfter Band: Neu-Süd-Wales: als Strafansiedlung und britische Colonie historisch und statistisch dargestellt. / John Dunmore Lang. Aus dem Englischen nach der zweiten, vielfach vermehrten, die Geschichte der Colonie bis Ende 1836 behandelnden Ausgabe übersetzt von Le Petit. Quedlinburg; Leipzig: Basse, 1840
- Horatio, der Mulatte: romantisches Drama in fünf Aufzügen / nach H. C. Andersen, frei bearb. von Le Petit. Hamburg: Kittler 1845
- Neue Mährchen von H. C. Andersen. Aus dem Dänischen von Dr. Le Petit, Hamburg: Kittler 1845
- Hans Christian Andersen:  Albert Thorwaldsen. Nach d. dänischen Original-Manuscripte übers. von Le Petit. Hamburg 1845.
- Hans Christian Andersen: Abenteuer und Mährchen einer Neujahrsnacht auf einer Fussreise nach Amack. Ins Deutsche übertragen und mit einem biographischen Lebensbilde des Verfassers eingeleitet von Le Petit. Nebst des Verf. Bildnis, Hamburg: Gobert 1846
- Hans Christian Andersen: Bilderbuch ohne Bilder. Neue Folge, oder 21.–31. Abend. Aus dem Dänischen von Le Petit. Berlin 1846
- Hans Christian Andersen: Ein Märchenkranz. Ausgew. u. neu bearb. von Max Dreßler. Übers. von Le Petit. Mit farb. Original-Illustr. von E. Reinhardt, Karlsruhe: Turmberg-Verlag 1925